# Konstantin Sztieppa
Konstantin Fieodosjewicz Sztieppa (ros.) Константин Феодосьевич Штеппа, ukr.: Костянтин Теодосійович Штепа, Kostiantyn Teodosijowycz Sztepa (ur. 3 grudnia 1896 r. w Łochwicy, zm. 19 listopada 1958 r. w Nowym Jorku) – Ukrainiec, radziecki historyk i wykładowca akademicki, szef oddziału oświaty ludowej urzędu miejskiego, a następnie rektor uniwersytetu państwowego w okupowanym Kijowie podczas II wojny światowej, emigracyjny publicysta i pisarz historyczny, współpracownik amerykańskich służb specjalnych

## Życiorys
W 1914 r. ukończył prawosławne seminarium duchowne w Połtawie, po czym rozpoczął studia na wydziale historyczno-filologicznym uniwersytetu w Piotrogradzie. W 1916 r. został zmobilizowany do armii. Brał udział w I wojnie światowej, a następnie wojnie domowej w Rosji po stronie Białych. W 1920 r. został ciężko ranny. Z tego powodu nie ewakuował się w listopadzie tego roku wraz z wojskami Białych do Turcji. Do 1922 r. studiował historię w instytucie historyczno-filologicznym w Nieżynie, ukrywając fakt walki z bolszewikami. Po ukończeniu studiów pełnił funkcję wykładowcy, a potem profesora instytutu. W 1927 r. uzyskał tytuł doktora. Od 1930 r. stał na czele katedry historii średniowiecznej uniwersytetu państwowego w Kijowie. Jednocześnie był starszym pracownikiem naukowym w Akademii Nauk ZSRR. W 1931 r. został przewodniczącym Komisji do spraw Bizancjum Akademii Nauk Ukraińskiej Socjalistycznej Republiki Radzieckiej. 18 marca 1938 r. został aresztowany przez NKWD. We wrześniu 1939 r. wypuszczono go na wolność. Po ataku wojsk niemieckich na ZSRR 22 czerwca 1941 r., pozostał w Kijowie. Kiedy Niemcy zajęli miasto, stanął na czele oddziału szkolnictwa ludowego urzędu miejskiego. Następnie objął funkcję rektora kijowskiego uniwersytetu państwowego, a także redaktora głównego pism "Nowe ukrajinśke słowo" i "Poslednije nowosti". Współpracował z SD. W 1943 r., z powodu natarcia Armii Czerwonej, wyjechał do Berlina, gdzie został redaktorem pisma dla ostarbeiterów i żołnierzy Rosyjskiej Armii Wyzwoleńczej (ROA) "Na dosugie". Był zwolennikiem imperialnej polityki rosyjskiej, co wywołało wrogość w stosunku do niego ukraińskich emigracyjnych środowisk niepodległościowych. Po zakończeniu wojny pełnił funkcję bibliotekarza kardynała Klemensa Augusta von Galena. W latach 1947–1949 współpracował z emigracyjnymi pismami "Grani" i "Posiew", związanymi z Narodowym Związkiem Pracujących (NTS). Pisał artykuły pod pseudonimami Gromow, Godin, Łagodin. W 1950 r. w Monachium współtworzył Instytut Badań nad Historią i Kulturą ZSRR. Jednocześnie nauczał języka rosyjskiego w amerykańskiej szkole wojskowej. W 1952 r. wyemigrował do USA. Współpracował z CIA. Prowadził audycje w Radio "Swoboda". Był autorem prac historycznych.